# 123 (numero)
Centoventitré (123) è il numero naturale dopo il 122 e prima del 124.

## Proprietà matematiche
- È un numero dispari.
- È un numero composto, con 4 divisori: 1, 3, 41, 123. Poiché la somma dei divisori (escluso il numero stesso) è 45 < 123, è un numero difettivo.
- È un numero semiprimo.
- È un numero omirpimes.
- È un numero nontotiente.
- È il dodicesimo numero della successione di Mian-Chowla.
- È un numero palindromo e un numero ondulante nel sistema posizionale a base 6 (323).
- È un numero malvagio.
- È parte delle terne pitagoriche (27, 120, 123), (123, 164, 205), (123, 836, 845), (123, 2520, 2523), (123, 7564, 7565).
- È l'undicesimo numero della successione di Lucas, dopo il 76 e prima del 199.
- È un numero palindromo nel sistema di numerazione posizionale a base 6 (323).

## Astronomia
- 123P/West-Hartley è una cometa periodica del sistema solare.
- 123 Brunhild è un asteroide della fascia principale del sistema solare.

## Astronautica
- Cosmos 123 è un satellite artificiale russo.

## Chimica
- È il numero atomico dell'Unbitrio (Ubt), nome sistematico dell'elemento, temporaneamente assegnato dalla IUPAC.

## Convenzioni

### Telefonia
- È il numero telefonico per le emergenze in Colombia.
- È il numero telefonico del segnale orario in Gran Bretagna.
- È il numero telefonico delle emergenze elettriche in Indonesia.
- È il numero telefonico per le emergenze mediche in Egitto.